# Owner of a Lonely Heart
Owner of a Lonely Heart ist ein Rocksong von Yes aus dem Jahr 1983, der von Trevor Rabin, Jon Anderson, Chris Squire und Trevor Horn geschrieben wurde. Letzterer produzierte den Song.

## Geschichte
Owner of a Lonely Heart wurde im Oktober 1983 veröffentlicht. Es war ein Nummer-eins-Hit in den Vereinigten Staaten und ein Top-20 Hit in vielen Ländern wie beispielsweise in Deutschland. Das Lied ist 3:50 Minuten lang, und auf der B-Seite der Single befindet sich das Stück Our Song. Die Version auf dem Album 90125 dauert 4:27 Minuten. Gary Langan fertigte einen Remix (Red & Blue Remix Dance Version) mit einer Laufzeit von 7:44 Minuten an, der als Maxisingle veröffentlicht wurde. Owner of a Lonely Heart war in Fernsehserien wie Alle hassen Chris und Knight Rider zu hören. 1991 sagte die Band in einem Interview, dass ursprünglich eine Ballade geplant war, doch aufgrund der sehr schnellen Gitarrenriffs entschied man sich, daraus eine „Rocknummer“ zu kreieren. Das Stück war in den 1980er-Jahren Titelmelodie der Rocksendung Zündfunk.

## Musikvideo
Das Musikvideo wurde von Storm Thorgerson gedreht. Auf MTV wurde der Clip oft gesendet.
Zu Beginn des Videos fliegt ein Vogel über einen Park, in der nächsten Einstellung gehen Personen in einer Stadt eine Straße entlang, wobei einer davon von zwei Beamten in Zivil verhaftet wird. Diese bringen ihn in ein Gerichtsgebäude. Sie gehen eine Treppe hinauf, durch einen Gang, und gelangen in einen Wartesaal. Von dort geht es weiter durch einen Büroraum, darin sitzen Sekretäre und arbeiten an ihren Schreibmaschinen. Während die Regierungsbeamte ihn durch das Gebäude führen, erlebt er unentwegt kurze Halluzinationen, in denen ihn verschiedene Tiere bedrohen. Schließlich kommen sie in den Gerichtssaal. Auf Anweisung des Vorsitzenden wird er aber aus dem Gerichtssaal geworfen und gelangt mit einem Fahrstuhl alleine in den Keller. Nach einem Kampf mit einem muskulösen Schwerarbeiter flieht er und klettert über eine Leiter sichtlich gezeichnet aufs Dach des Hochhauses. Dort wird er von einigen Männern – den Musikern von Yes – umstellt, die aus dem Nichts erscheinen, und sich von ihrer Tiergestalt zurück zu Menschen verwandelt haben. Daraufhin springt er vom Dach und erneut fliegt der Vogel über die Stadt. Am Ende erlebt der Mann die Anfangssequenz des Videos als Déjà-vu und kehrt zurück in die Richtung, aus der er kam.

## Zitate
„Beim Hören von Owner Of A Lonely Heart: Was täten wir ohne Lieder?“

## Kommerzieller Erfolg

### Chartplatzierungen
| ChartsChartplatzierungen       | Höchstplatzierung | Wochen |
| ------------------------------ | ----------------- | ------ |
| Deutschland (GfK)              | 10 (17 Wo.)       | 17     |
| Österreich (Ö3)                | 17 (2 Wo.)        | 2      |
| Schweiz (IFPI)                 | 11 (13 Wo.)       | 13     |
| Vereinigte Staaten (Billboard) | 1 (23 Wo.)        | 23     |
| Vereinigtes Königreich (OCC)   | 28 (11 Wo.)       | 11     |

| ChartsJahrescharts (1984)      | Platzierung |
| ------------------------------ | ----------- |
| Deutschland (GfK)              | 57          |
| Vereinigte Staaten (Billboard) | 8           |

### Auszeichnungen für Musikverkäufe
| Land/Region                  | Auszeichnungen für Musikverkäufe (Land/Region, Auszeichnung, Verkäufe) | Verkäufe |
| ---------------------------- | ---------------------------------------------------------------------- | -------- |
| Vereinigtes Königreich (BPI) | Gold                                                                   | 400.000  |
| Insgesamt                    | 1× Gold ·                                                              | 400.000  |

## Coverversionen
- 1985: Weird Al Yankovic (Hooked on Polkas)
- 1993: Bill Bruford
- 1993: Anderson, Bruford, Wakeman, Howe (Liveversion)
- 1998: 2 Ruff
- 2005: Max Graham vs. Yes
- 2008: Judas Priest
- 2012: Axxis